# Ghost in the Shell: Stand Alone Complex OST 3
Ghost in the Shell: Stand Alone Complex OST 3 è la terza colonna sonora della serie animata Ghost in the Shell: Stand Alone Complex, composta da Yōko Kanno. Include le tracce composte per la seconda stagione, Ghost in the Shell: Stand Alone Complex - 2nd GIG, ed è stata prodotta da Kanno, Victor Entertainment e Bandai.

## Lista delle tracce
1. The End of all You Know
  - voce: Scott Matthew
2. Torukia
  - voce: Gabriela Robin
3. Know Your Enemy
4. Laser Seeker
5. Break Through
6. Flying Low
7. Europe
8. Hantou No Higashi
9. Mikansei Love Story
10. Christmas in the Silent Forest
  - voce: Ilaria Graziano
11. Access All Areas
12. Sacred Terrorist
13. Dear John
  - voce: Scott Matthew
14. 35.7c
15. Smile
16. Flashback Memory Plug (nota anche come: Flashback Memory Stick)
  - voce: Origa e Benedict Delmaestro
17. Dew
  - voce: Ilaria Graziano